# Pravda (film)
Pravda je francouzský dokumentární film z roku 1970, který režírovali Jean-Luc Godard a Jean-Henri Roger. Film byl natočen v Praze v dubnu 1969, tedy krátce po invazi vojsk Varšavské smlouvy do Československa v létě 1968.

## Děj
Děj filmu komentují dva hlasy: Vladimir a Rosa (odkazy na Vladimira Iljiče Lenina a Rosu Luxemburgovou).
Film začíná záběry z každodenního života v Praze během pokusu o politickou obrodu vedeného Alexandrem Dubčekem, tajemníkem KSČ. Hlasový komentář negativně komentuje deformaci reálného socialismu, i to, co nazývají „pozápadňováním" země.
Komentář se pak pokouší o kritiku či sebekritiku a označuje Pražské jaro za zradu, jako "revizi marxismu pseudokomunisty". Následuje analýza pronikání Západu do Československa, amerického kapitálu a kapitalistické kultury.
Závěr filmu je poctou myšlenkám čínského vůdce Mao Ce-tunga za zvuků Internacionály.

## Natáčení
Ředitel Československé televize se sešel s Jean-Lucem Godardem v Paříži na jaře 1968 a pozval jej na natáčení sjezdu Komunistické strany Československa. V zemi tehdy naplno probíhalo Pražské jaro. Alexander Dubček, generální tajemník strany, chtěl reformovat systém zevnitř ve smyslu, který byl definován jako „socialismus s lidskou tváří".
Dokumentární sekce Českého národního filmového centra byla připravena poskytnout pomoc filmovému štábu, když náhle v srpnu 1968 do země vtrhla vojska Varšavské smlouvy. Americká produkční společnost Grove Press však poskytla Godardovi 6000 amerických dolarů na dokument o Pražském jaru s názvem Pravda (s odkazem na ruský deník Pravda). Prostředky od Grove Press získal lží, protože amerického producenta přesvědčil, že Godard byl v srpnu 1968 v Praze a natočil záběry sovětských tanků.
V dubnu 1969 odjel režisér do Prahy s Jean-Henri Rogerem, 21letým maoistickým studentem, se kterým se seznámil na filmovém kurzu, a který se později stal jedním z prvních členů skupiny Dzigy Vertova. Oba muže doprovázel kameraman Paul Bourron ze skupiny Medvedkine (filmový kolektiv oddělený od Dzigy Vertova).
Za doprovodu oficiálního tlumočníka a pod bedlivým dohledem bezpečnosti si Francouzi během dvou týdnů práce uvědomili, že už nejsou svědky pokusu o reformu marxismu v zemi, kterou si představovali jako zemi mezi disidentstvím a prosovětismem. Film tak současně představuje kritiku imperialismu SSSR i západního revizionismu v zemích Varšavské smlouvy. Zvláště ostré je odsuzování disidentských intelektuálů prezentovaných jako reakcionáři, například režiséra Miloše Formana, který posléze emigroval do Spojených států, a Věry Chytilové.